# Europäische Allianz der Nachrichtenagenturen

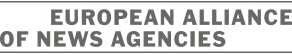
Logo der EANA

Die Europäische Allianz der Nachrichtenagenturen (EANA) ist ein Zusammenschluss von Nachrichtenagenturen in Europa. 

## Geschichte
Die Organisation wurde am 21. August 1956 auf Initiative der Gruppe 39 in Straßburg gegründet und hat ihren Sitz in Bern. Gründungsmitglieder waren die Nachrichtenagenturen Agentur Anatolien (Türkei) und Tanjug (Jugoslawien).
Im September 2023 wurde Fabrice Fries zum Präsidenten der EANA gewählt. Fries ist ebenfalls Präsident der französischen Nachrichtenagentur AFP und geschäftsführendes Vorstandsmitglied der österreichischen APA. Er wurde damit Nachfolger von Clemens Pig (Vorsitzender der APA-Geschäftsführung), welcher die Position seit Oktober 2021 für zwei Jahre ausführte.

## Organisation und Inhalt
Mehr als 30 führende europäische Nachrichtenagenturen sind in diesem Bund versammelt: in erster Linie Anbieter von Nachrichten, aber auch von Bildern, Grafiken, Radio- und Videoberichten der traditionellen, wie auch der neuen Medientechnologien. Als gemeinsame Inhalte und Ziele werden genannt, die Mitgliederagenturen als Anbieter unabhängiger Nachrichten zu stärken und gemeinsame Themen wie Urheberrecht, Zollpolitik, Medientechnologie und Zugang zu Informationsquellen zu behandeln. Weitere Mitglieder der Führungsebene sind Alexandru Ion Giboi als Generalsekretär und Claudia Nicolae (Geschäftsführerin bei AGERPRES, Rumänien), Stefano De Alessandri (Generaldirektor bei ANSA, Italien) und Elmir Huremović (Geschäftsführer von FENA, Bosnien & Herzegowina) als Vorstandsmitglieder.
Finanziert wird die Allianz durch Beiträge ihrer derzeit 33 Mitglieder. Für Deutschland ist die Deutsche Presse-Agentur (dpa) maßgebendes Mitglied.